# متلازمة مرتبطة بالثقافة
المتلازمات المرتبطة بالثقافة هي الأمراض المرتبطة بثقافات معينة (culture-bound syndrome)أي الأمراض ذات الأعراض المنحصرة على عدد من الثقافات أو الأشخاص لأسباب متعلقة بالخصائص النفسية والاجتماعية المشتركة بينهم. في الطب والأنثروبولوجيا الطبية تعرّف المتلازمة المرتبطة بالثقافة أو المتلازمة الخاصة بالثقافة أو المرض الشعبي على أنها مزيج من الأعراض النفسية والجسدية التي تعتبر مرضًا يمكن التعرف عليه فقط داخل مجتمع أو ثقافة معينة. ولا وجود لأيّ تغييرات كيميائية حيوية أو هيكلية في أعضاء أو وظائف الجسم، والمرض غير معترف به في الثقافات الأخرى. وقد تم تضمين مصطلح «متلازمة مرتبطة بالثقافة» في الإصدار الرابع من الدليل التشخيصي والإحصائي للاضطرابات النفسية (الجمعية الأميريكية للطب النفسي، 1994) والذي يتضمن قائمة بأكثر الحالات المرتبطة بالثقافة شيوعًا (DSM-IV: الملحق الأول). النسخة المطابقة في إطار ICD-10 - المراجعة العاشرة للتصنيف الدولي للأمراض -(الفصل الخامس) هي الاضطرابات الخاصة بالثقافة المحددة في الملحق 2 من معايير التشخيصية للبحث.
بصورة عامة، يمكن الإشارة إلى المرض اللذي من الممكن أن يعزى إلى أنماط سلوك معينة داخل ثقافة معينة إلى أنه مرض سلوكي محتمل؛ كما هو الحال في حالات تعاطي المخدرات أو تعاطي الكحول والتدخين، يمكن تحديد انتقال العدوى من خلال التعزيز الجماعي والتفاعلات الشخصية. وبناء على «علم أسباب الأمراض» قد يكون من الصعب التمييز بين المساهمة السببية للثقافة على المرض من العوامل البيئية الأخرى مثل التسمم.

## المميزات
تتميز المتلازمات المرتبطة بالثقافة بما يلي:
- التصنيف على أنه مرض في الثقافة (أي ليس سلوكًا طوعيًا أو ادعاءً كاذبًا).
- معرفة واسعة بالثقافة.
- الافتقار التام للإلمام أو سوء فهم حالة الأشخاص في الثقافات الأخرى.
- عدم وجود تشوهات بيوكيميائية أو تشوهات في الأنسجة يمكن إثباتها بموضوعية.
- عادة ما يتم التعرف على الحالة ومعالجتها بواسطة الطب الشعبي للثقافة.

تتضمن بعض المتلازمات الخاصة بالثقافة أعراضًا جسدية (ألمًا أو اضطرابًا في وظيفة جزء من الجسم)، بينما يكون البعض الآخر سلوكيًا بحتًا. تظهر بعض المتلازمات المرتبطة بالثقافة بسمات متشابهة في العديد من الثقافات، ولكن بسماتت محددة محليًا، مثل مرض «ذعر القضيب».
لا تتشابه المتلازمة المرتبطة بالثقافة مع مرض موضعي مصحوب بتشوهات نسيجية محددة ومعروفة وسببية، مثل مرض الكورو أو مرض النوم أو حالات وراثية تقتصر على مجموعات سكانية معينة. من الممكن أن الحالة التي نم الافتراض بأنها متلازمة سلوكية مرتبطة بالثقافة ثم تبين أن لها سبب بيولوجي؛ فسيتم إعادة تعريفه بعد ذلك إلى فئة أخرى بناء على علم تصنيف الأمراض.

## وجهات نظر طبية
تنص الجمعية الأمريكية للطب النفسي على ما يلي:
يشير مصطلح «متلازمة مرتبطة بالثقافة» إلى أنماط متكررة خاصة بالمكان من السلوك الشاذ والتجربة المقلقة التي قد تكون مرتبطة أو غير مرتبطة بفئة تشخيصية معينة في الدليل التشخيصي والإحصائي للاضطرابات النفسية (DSM-IV). كما يُنظر إلى العديد من هذه الأنماط محليًا على أنها «أمراض» أو على الأقل آلام، ومعظمها لها أسماء محلية. على الرغم من أنه يمكن العثور على العروض التقديمية التي تتوافق مع فئات DSM-IV الرئيسية في جميع أنحاء العالم، إلا أن الأعراض المحددة والمسار والاستجابة الاجتماعية غالبًا ما تتأثر بالعوامل الثقافية المحلية. في المقابل، تقتصر المتلازمات المرتبطة بالثقافة عمومًا على مجتمعات أو مناطق ثقافية محددة وهي فئات محلية وشعبية وتشخيصية تؤطر معاني متماسكة لمجموعات معينة متكررة ومنمطة ومثيرة للقلق من التجارب والملاحظات.
يعد مصطلح «متلازمة مرتبطة بالثقافة» مثيرًا للجدل؛ لأنه يعكس الآراء المختلفة لعلماء الأنثروبولوجيا والأطباء النفسيين. حيث يميل علماء الأنثروبولوجيا إلى التأكيد على الأبعاد النسبية والخاصة بالثقافة للمتلازمات، بينما يميل الأطباء إلى التأكيد على الأبعاد العامة والنفسية العصبية. كما جادل (Guarnaccia & Rogler 1999) بخصوص التحقيق في المتلازمات المرتبطة بالثقافة وفقًا لشروطهم الخاصة، حيث أنهم يعتقدون بأن المتلازمات لها تكامل ثقافي كافٍ ليتم التعامل معها كموضوع بحث مستقل.
تشير بعض الدراسات إلى أن المتلازمات المرتبطة بالثقافة تمثل طريقة مقبولة ضمن ثقافة معينة (وسياق ثقافي) بين بعض الأفراد المعرضين للإصابة (مثل ataque de nervios في جنازة في بورتوريكو) للتعبير عن الألم والحزن بسبب صدمة أو تجربة مؤلمة. قد يؤدي مظهر مشابه للضيق عند النزوح إلى ثقافة طبية في أمريكا الشمالية إلى نتيجة مختلفة جدًا، بل وحتى سلبية، لفرد معين وعائلته. كما تم إعادة تاريخ وأصول بعض المتلازمات مثل متلازمة دماغ فاج إلى بريطانيا الفيكتورية في القرن التاسع عشر بدلاً من غرب إفريقيا.
أسقط ال (DSM 5) مصطلح متلازمة مرتبطة بالثقافة في عام 2013، مفضلاً الاسم الجديد «المفاهيم الثقافية للضائقة».

## قائمة DSM-4-
تصنف الطبعة الرابعة من الدليل التشخيصي والإحصائي للاضطرابات النفسية المتلازمات التالية على أنها متلازمات مرتبطة بالثقافة:
| الاسم                                 | الموقع الجغرافي/ السكان                                                            |
| ------------------------------------- | ---------------------------------------------------------------------------------- |
| متلازمة أموك                          | بروناي، سنغافورة، ماليزيا، إندونيسيا، الفلبين، تيمور الشرقية                       |
| أتاك دي نيرفيوس                       | الناطقون بالاسبانية وكذلك في الفلبين حيث يُعرف باسم "الانهيار العصبي"               |
| الصفراء والغضب                        | الاتينيون                                                                          |
| النفخة الوهمية                        | غرب أفريقيا وهايتي                                                                 |
| متلازمة شذوذ الدماغ                   | طلاب غرب إفريقيا                                                                   |
| متلازمة دات                           | الهند                                                                              |
| السقوط وفقدان الوعي                   | جنوب الولايات المتحدة ومنطقة البحر الكاريبي                                        |
| داء الأشباح                           | سكان أميريكا الأصليون                                                              |
| هوابيونغ                              | كوريا                                                                              |
| كورو                                  | السكان الصينيون والماليزيون والإندونيسيون في جنوب شرق آسيا. من حين لآخر في الغرب   |
| لاتا                                  | ماليزيا وإندونيسيا، وكذلك الفلبين (مثل مالي-مالي، ولا سيما بين التاغالوغ)          |
| لوكورا                                | اللاتينيون في الولايات المتحدة وأمريكا اللاتينية                                   |
| مال دي بيليا                          | بورتوريكو                                                                          |
| نيرفوس                                | أمريكا اللاتينية، اللاتينيين في الولايات المتحدة، الفلبين                          |
| عين الحسد                             | البحر المتوسط؛ السكان من أصل اسباني وإثيوبيا                                       |
| بيبلوكبتو                             | سكان الإنويت في القطب الشمالي وشبه القطب الشمالي                                   |
| Zou huo ru mo (رد فعل كيغونغ الذهاني) | هان الصينية                                                                        |
| عمل هودو                              | جنوب الولايات المتحدة ودول البحر الكاريبي                                          |
| ساندورميدو                            | السكان البرتغاليون                                                                 |
| وهن عصبي                              | هان الصينية                                                                        |
| شنكوي                                 | هان الصينية                                                                        |
| شينبيونغ                              | كوريا                                                                              |
| السحر                                 | الأمريكيون من أصل أفريقي والسكان البيض في جنوب الولايات المتحدة وإثيوبيا           |
| الهلع                                 | اللاتينيون في الولايات المتحدة؛ المكسيك وأمريكا الوسطى وأمريكا الجنوبية            |
| تايجين كيوفوشو                        | اليابانيين                                                                         |
| زار                                   | إثيوبيا والصومال ومصر والسودان وإيران وغيرها من مجتمعات شمال إفريقيا والشرق الأوسط |

## قائمةDSM-5
تصنف الطبعة الخامسة من الدليل التشخيصي والإحصائي للاضطرابات النفسية المتلازمات التالية على أنها مفاهيم ثقافية للحزن والضيق، وهو مفهوم وثيق الصلة ب:
| الاسم           | الموقع الجغرافي/ السكان                                                 |
| --------------- | ----------------------------------------------------------------------- |
| أتاك دي نيرفيوس | الناطقون بالاسبانية وكذلك في الفلبين                                    |
| متلازمة دات     | الهند                                                                   |
| خالكاب          | كمبودي                                                                  |
| داء الأشباح     | سكان أميرييكا الأصليين                                                  |
| كوفونجسيزا      | الزمبابويون                                                             |
| ملادي مون       | هايتي                                                                   |
| نيرفوس          | أمريكا اللاتينية واللاتينيين في الولايات المتحدة                        |
| وهن عصبي        | هان الصينية                                                             |
| الهلع           | اللاتينيون في الولايات المتحدة؛ المكسيك وأمريكا الوسطى وأمريكا الجنوبية |
| تايجين كيوفوشو  | اليابنيين                                                               |

## أمثلة أخرى
على الرغم من أن «التحيز العرقي» للأطباء النفسيين الأمريكيين والأوروبيين أدى إلى فكرة أن المتلازمات المرتبطة بالثقافة تقتصر على الثقافات غير الغربية فحسب الا أن هناك متلازمات صنفت على أنها مرتبطة بالثقافة الغربية ومن أبرز الأمثلة على ذلك: متلازمة فقدان الشهية العصبي. في داخل الولايات المتحدة المتجاورة يعد استهلاك الكاولينيت-وهو نوع من الطين- كمتلازمة مرتبطة بالثقافة لوحظت في الأمريكيين من أصل أفريقي في الريف الجنوبي، لا سيما في المناطق التي يكون فيها تعدين الكاولينيت أمرًا شائعًا.
وفي جنوب إفريقيا بين شعب كوسيون، تُستخدم متلازمة amafufunyana بشكل شائع لوصف أولئك الذين يُعتقد أنهم يمتلكون الشياطين أو الأرواح الحاقدة الأخرى عادة ما يقوم المعالجون التقليديون في الثقافة بطرد الأرواح الشريرة من أجل طرد هذه الأرواح، ولكن وعند التحقيق في هذه الظاهرة وجد الباحثون أن العديد من الأشخاص الذين ادعوا أنهم مصابون بالمتلازمة أظهروا سمات وخصائص مرض انفصام الشخصية.
اقترح بعض الباحثين أن كلاً من متلازمة سابقة للحيض والاضطراب المزعج السابق للحيض (PMDD) والتي لها أثار جسدية غير معروفة حاليًا، هي متلازمات مرتبطة بالثقافة الغربية. ومع ذلك يبقى هذا موضع جدل.
داء الرقص الهستيريائي هو تعبير عن مرض نفسي جماعي وثق في جنوب إيطاليا منذ القرن الحادي عشر. مورغلونس هي حالة جلدية نادرة يتم تشخيصها ذاتيًا كما أنه عادة ما يُبلغ عنها بشكل أساسي في السكان البيض في الولايات المتحدة. ثم وصفه بأنه «مرض ينتقل اجتماعياً عبر الإنترنت».
يمكن اعتبار خلل الوظائف المستقلة مثالًا على الحالة الجسدية المعترف بها رسميًا من قبل المجتمعات الطبية المحلية في دول الاتحاد السوفيتي السابق، ولكن ليس في أنظمة التصنيف الغربية. المصطلح الشامل لهذا المصطلح كحالة عصبية يؤدي أيضًا إلى تشخيص المرضى العصابيين على أنهم مرضى عصبيون، في الواقع استبدال الوصمة النفسية المحتملة بمتلازمة مرتبطة بالثقافة متخفية في شكل حالة عصبية.
من المعروف أن الأطفال اللاجئين في السويد يقعون في حالات تشبه الغيبوبة إذا علموا أنه سيتم ترحيل عائلاتهم. كما يُعتقد أن الحالة المعروفة باللغة السويدية باسم uppgivenhetssyndrom أو متلازمة الاستقالة، موجودة فقط بين السكان اللاجئين في الدولة الاسكندنافية، حيث كانت سائدة منذ الجزء الأول من القرن الحادي والعشرين. في تقرير من 130 صفحة عن الحالة بتكليف من الحكومة ونشر في عام 2006، افترض فريق من علماء النفس وعلماء السياسة وعلماء الاجتماع أنها متلازمة مرتبطة بالثقافة.

## مقالات ذات صلة
- الطب النفسي عبر الثقافات